# Club Italia 2016-2017 (pallavolo femminile)
Questa voce raccoglie le informazioni riguardanti il Club Italia nelle competizioni ufficiali della stagione 2016-2017.

## Stagione

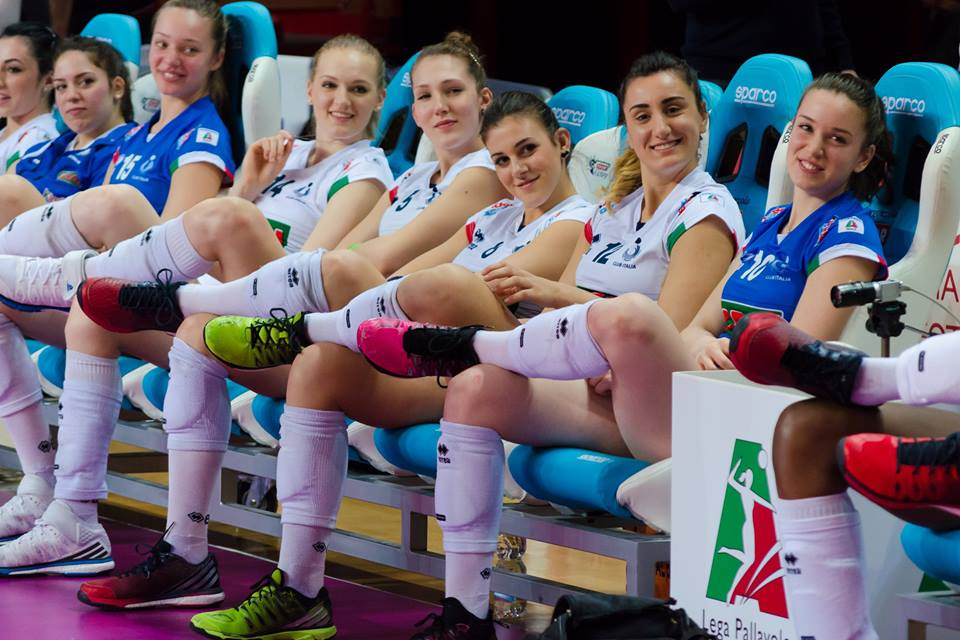
Il Club Italia durante prima di una partita

La stagione 2016-17 è per il Club Italia, sponsorizzata da Crai, è la seconda consecutiva in Serie A1: il club infatti, per decisione della federazione, viene nuovamente ammesso nella massima divisione del campionato italiano. Confermato come allenatore Cristiano Lucchi mentre tra le giocatrici restano Paola Egonu, Alessia Orro, Vittoria Piani e Alexandra Botezat; i nuovi arrivi sono quelli di Elena Perinelli, Giulia Melli, Giulia Mancini, Chiara De Bortoli e Marina Lubian, mentre tra le partenze quelle di Sofia D'Odorico, Beatrice Berti, Anna Danesi, Anastasia Guerra e Ofelia Malinov.
Il campionato inizia con otto sconfitte consecutive: la squadra guadagna tre punti grazie alle sconfitte al tie-break contro il Volleyball Casalmaggiore, l'Azzurra Volley San Casciano e il Volley Bergamo; la prima vittoria arriva alla nona giornata sul Promoball Volleyball Flero: le ultime due gare del girone di andata con altrettante sconfitte portano la squadra all'ultimo posto in classifica, non qualificando per la Coppa Italia. Anche il girone di ritorno è simile a quello di andata, con tutte sconfitte e una sola vittoria, alla quindicesima giornata, ai danni della Futura Volley Busto Arsizio: il Club Italia chiude la regular season all'ultimo posto in classifica, retrocedendo in Serie A2.

## Organigramma societario
Area direttiva
- Presidente: Carlo Magri (fino al 26 febbraio 2017), Bruno Cattaneo (dal 26 febbraio 2017)

Area tecnica
- Allenatore: Cristiano Lucchi
- Allenatore in seconda: Michele Fanni
- Assistente allenatore: Alessandro Parise
- Scout man: Massimiliano Taglioli

Area sanitaria
- Medico: Ugo Strada
- Preparatore atletico: Maurizio Gardenghi
- Fisioterapista: Moreno Mascheroni

## Rosa
| N° | Nome              | Ruolo | Data di nascita  | Nazionalità sportiva |
| -- | ----------------- | ----- | ---------------- | -------------------- |
| 1  | Terry Enweonwu    | S/O   | 12 maggio 2000   | Italia               |
| 3  | Elena Perinelli   | S/O   | 27 giugno 1995   | Italia               |
| 4  | Rachele Morello   | P     | 7 novembre 2000  | Italia               |
| 5  | Marina Lubian     | C     | 11 aprile 2000   | Italia               |
| 7  | Martina Ferrara   | L     | 28 gennaio 1999  | Italia               |
| 8  | Alessia Orro      | P     | 18 luglio 1998   | Italia               |
| 9  | Vittoria Piani    | S/O   | 12 febbraio 1998 | Italia               |
| 10 | Chiara De Bortoli | L     | 28 luglio 1997   | Italia               |
| 11 | Giulia Mancini    | C     | 23 maggio 1998   | Italia               |
| 12 | Alessia Arciprete | S     | 6 settembre 1997 | Italia               |
| 13 | Giulia Melli      | S     | 8 gennaio 1998   | Italia               |
| 14 | Alexandra Botezat | C     | 3 agosto 1998    | Italia               |
| 15 | Sara Cortella     | S     | 15 febbraio 2002 | Italia               |
| 17 | Katarina Bulović  | S     | 15 febbraio 2002 | Italia               |
| 18 | Paola Egonu       | S/O   | 18 dicembre 1998 | Italia               |

## Mercato
| Acquisti | Acquisti          | Acquisti     | Acquisti   |
| R.       | Nome              | da           | Modalità   |
| -------- | ----------------- | ------------ | ---------- |
| S        | Alessia Arciprete | Pesaro       | definitivo |
| S        | Katarina Bulović  | ATA Trento   | definitivo |
| S        | Sara Cortella     | Friends Roma | definitivo |
| L        | Chiara De Bortoli | Imoco        | definitivo |
| S/O      | Terry Enweonwu    | Energy Parma | definitivo |
| L        | Martina Ferrara   | Volleyrò     | definitivo |
| C        | Marina Lubian     | Lilliput     | definitivo |
| C        | Giulia Mancini    | Volleyrò     | definitivo |
| S        | Giulia Melli      | Volleyrò     | definitivo |
| P        | Rachele Morello   | Lilliput     | definitivo |
| S/O      | Elena Perinelli   | San Casciano | definitivo |

| Cessioni | Cessioni         | Cessioni      | Cessioni   |
| R.       | Nome             | a             | Modalità   |
| -------- | ---------------- | ------------- | ---------- |
| C        | Beatrice Berti   | Busto Arsizio | definitivo |
| S        | Ilaria Bonvicini | Garlasco      | definitivo |
| S        | Sofia D'Odorico  | AGIL          | definitivo |
| C        | Anna Danesi      | Imoco         | definitivo |
| S        | Anastasia Guerra | Casalmaggiore | definitivo |
| P        | Ofelia Malinov   | Imoco         | definitivo |
| L        | Simona Minervini | Bari          | definitivo |
| L        | Ilaria Spirito   | Busto Arsizio | definitivo |
| S/O      | Elisa Zanette    | Golem         | definitivo |

## Risultati

### Serie A1

#### Girone di andata
| 1ª giornata - 12 ottobre 2016 PalaYamamay, Busto Arsizio      | Club Italia   | 2 - 3 | Casalmaggiore   | 25-22, 20-25, 25-13, 11-25, 11-15 |
| 2ª giornata - 23 ottobre 2016 PalaPanini, Modena              | River         | 3 - 0 | Club Italia     | 28-26, 26-24, 25-21               |
| 3ª giornata - 30 ottobre 2016 PalaYamamay, Busto Arsizio      | Club Italia   | 2 - 3 | San Casciano    | 21-25, 26-24, 23-25, 25-20, 18-20 |
| 4ª giornata - 6 novembre 2016 PalaYamamay, Busto Arsizio      | Busto Arsizio | 3 - 0 | Club Italia     | 25-21, 25-23, 25-20               |
| 5ª giornata - 13 novembre 2016 PalaResia, Bolzano             | Neruda        | 3 - 0 | Club Italia     | 25-17, 25-14, 25-19               |
| 6ª giornata - 19 novembre 2016 PalaYamamay, Busto Arsizio     | Club Italia   | 0 - 3 | Savino Del Bene | 23-25, 9-25, 16-25                |
| 7ª giornata - 27 novembre 2016 PalaVerde, Villorba            | Imoco         | 3 - 0 | Club Italia     | 25-19, 25-20, 25-21               |
| 8ª giornata - 4 dicembre 2016 PalaNorda, Bergamo              | Bergamo       | 3 - 2 | Club Italia     | 25-27, 15-25, 25-15, 31-29, 15-12 |
| 9ª giornata - 8 dicembre 2016 PalaYamamay, Busto Arsizio      | Club Italia   | 3 - 1 | Flero           | 20-25, 25-23, 25-20, 25-20        |
| 10ª giornata - 17 dicembre 2016 PalaYamamay, Busto Arsizio    | Club Italia   | 1 - 3 | AGIL            | 33-31, 10-25, 21-25, 20-25        |
| 11ª giornata - 26 dicembre 2016 Palazzetto dello Sport, Monza | Pro Victoria  | 3 - 1 | Club Italia     | 25-19, 26-24, 23-25, 25-21        |

#### Girone di ritorno
| 12ª giornata - 18 gennaio 2017 PalaRadi, Cremona                  | Casalmaggiore   | 3 - 0 | Club Italia   | 25-18, 25-22, 25-16               |
| 13ª giornata - 22 gennaio 2017 PalaYamamay, Busto Arsizio         | Club Italia     | 1 - 3 | River         | 17-25, 20-25, 25-20, 23-25        |
| 14ª giornata - 29 gennaio 2017 Nelson Mandela Forum, Firenze      | San Casciano    | 3 - 2 | Club Italia   | 25-20, 19-25, 25-17, 15-25, 15-13 |
| 15ª giornata - 4 febbraio 2017 PalaYamamay, Busto Arsizio         | Club Italia     | 3 - 1 | Busto Arsizio | 27-25, 25-23, 21-25, 25-21        |
| 16ª giornata - 11 febbraio 2017 PalaYamamay, Busto Arsizio        | Club Italia     | 1 - 3 | Neruda        | 25-27, 25-21, 13-25, 15-25        |
| 17ª giornata - 15 febbraio 2017 Palazzetto dello Sport, Scandicci | Savino Del Bene | 3 - 0 | Club Italia   | 25-14, 25-22, 25-15               |
| 18ª giornata - 19 febbraio 2017 PalaYamamay, Busto Arsizio        | Club Italia     | 0 - 3 | Imoco         | 23-25, 22-25, 11-25               |
| 19ª giornata - 26 febbraio 2017 PalaYamamay, Busto Arsizio        | Club Italia     | 1 - 3 | Bergamo       | 20-25, 27-25, 25-27, 21-25        |
| 20ª giornata - 12 marzo 2017 PalaGeorge, Montichiari              | Flero           | 3 - 0 | Club Italia   | 25-18, 25-18, 26-24               |
| 21ª giornata - 19 febbraio 2017 PalaTerdoppio, Novara             | AGIL            | 3 - 0 | Club Italia   | 25-18, 25-23, 25-13               |
| 22ª giornata - 25 marzo 2017 Centro Pavesi, Milano                | Club Italia     | 2 - 3 | Pro Victoria  | 21-25, 27-25, 25-19, 13-25, 9-15  |

## Statistiche

### Statistiche di squadra
| Competizione | Punti | In casa | In casa | In casa | In trasferta | In trasferta | In trasferta | Totale | Totale | Totale |
| Competizione | Punti | G       | V       | P       | G            | V            | P            | G      | V      | P      |
| ------------ | ----- | ------- | ------- | ------- | ------------ | ------------ | ------------ | ------ | ------ | ------ |
| Serie A1     | 11    | 11      | 2       | 9       | 11           | 0            | 11           | 22     | 2      | 20     |
| Totale       | -     | 11      | 2       | 9       | 11           | 0            | 11           | 22     | 2      | 20     |

G = partite giocate; V = partite vinte; P = partite perse

### Statistiche dei giocatori
| Giocatore     | Serie A1 | Serie A1 | Serie A1 | Serie A1 | Serie A1 | Totale | Totale | Totale | Totale | Totale |
| Giocatore     | P        | PT       | AV       | MV       | BV       | P      | PT     | AV     | MV     | BV     |
| ------------- | -------- | -------- | -------- | -------- | -------- | ------ | ------ | ------ | ------ | ------ |
| A. Arciprete  | 17       | 41       | 37       | 2        | 2        | 17     | 41     | 37     | 2      | 2      |
| A. Botezat    | 22       | 138      | 77       | 51       | 10       | 22     | 138    | 77     | 51     | 10     |
| K. Bulović    | 0        | 0        | 0        | 0        | 0        | 0      | 0      | 0      | 0      | 0      |
| S. Cortella   | 3        | 1        | 0        | 0        | 1        | 3      | 1      | 0      | 0      | 1      |
| C. De Bortoli | 22       | 0        | 0        | 0        | 0        | 22     | 0      | 0      | 0      | 0      |
| P. Egonu      | 22       | 553      | 491      | 28       | 34       | 22     | 553    | 491    | 28     | 34     |
| T. Enweonwu   | 13       | 39       | 36       | 2        | 1        | 13     | 39     | 36     | 2      | 1      |
| M. Ferrara    | 15       | 0        | 0        | 0        | 0        | 15     | 0      | 0      | 0      | 0      |
| M. Lubian     | 18       | 67       | 44       | 15       | 8        | 18     | 67     | 44     | 15     | 8      |
| G. Mancini    | 19       | 93       | 52       | 25       | 16       | 19     | 93     | 52     | 25     | 16     |
| G. Melli      | 19       | 132      | 116      | 11       | 5        | 19     | 132    | 116    | 11     | 5      |
| R. Morello    | 12       | 2        | 0        | 1        | 1        | 12     | 2      | 0      | 1      | 1      |
| A. Orro       | 21       | 54       | 37       | 9        | 8        | 21     | 54     | 37     | 9      | 8      |
| E. Perinelli  | 20       | 149      | 133      | 7        | 9        | 20     | 149    | 133    | 7      | 9      |
| V. Piani      | 16       | 38       | 31       | 1        | 6        | 16     | 38     | 31     | 1      | 6      |

P = presenze; PT = punti totali; AV = attacchi vincenti; MV = muri vincenti; BV = battute vincenti